# Porto de Antuérpia

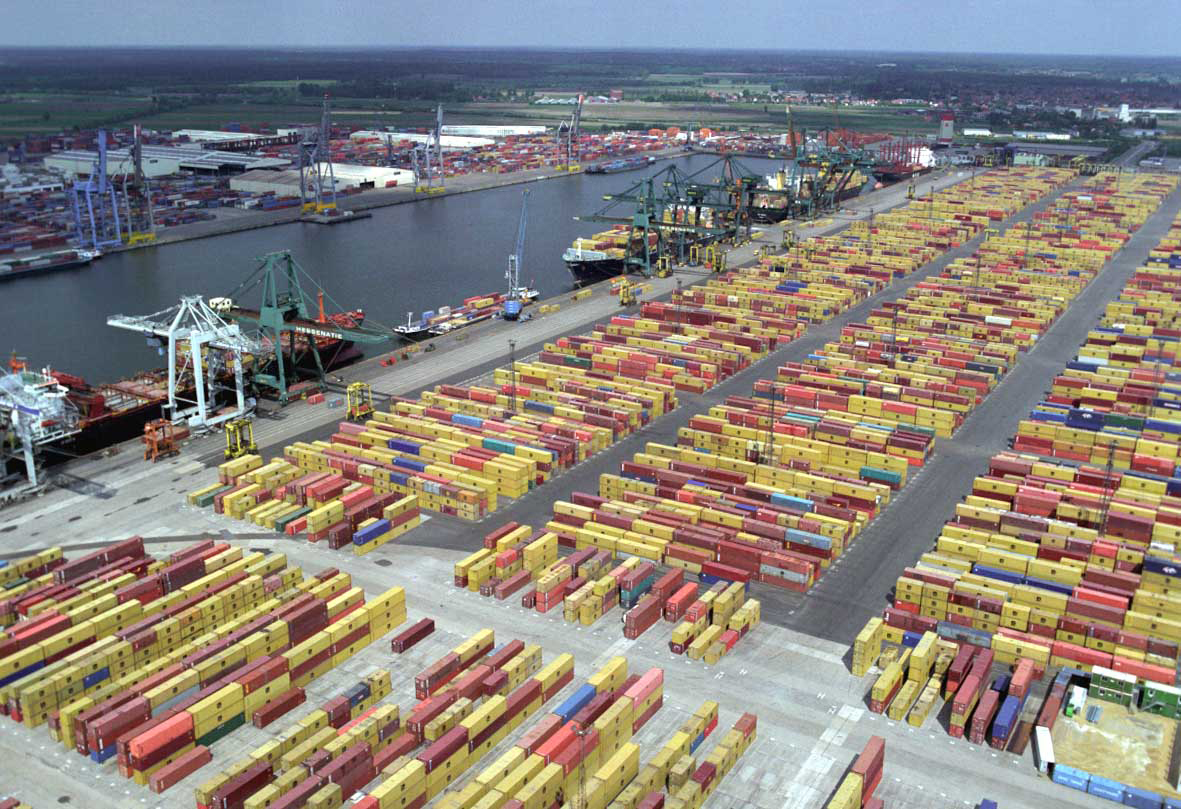
O porto da Antuérpia em 2006.

O Porto de Antuérpia localizado em Flandres, Bélgica, é um porto no coração da Europa acessível a diversos tipos de embarcações. É o segundo maior porto da Europa em tamanho, perdendo apenas para o porto de Roterdã. 

## Idade Média
No decorrer do século XV, adquiriu grande relevância no comércio internacional, com a pioneira fundação de primitiva "bolsa" na cidade, que rapidamente transformou Antuérpia num dos mais bem sucedidos centros comerciais e produtores do Velho Continente. Fortes tempestades e tsunamis na costa da Flandres ocorridas em 1375-76 e em 1406 acabaram por criar um porto de abrigo profundo permitindo a chegada de grandes navios. Os primeiros capitalistas de Antuérpia foram estrangeiros, muitos deles italianos que tinham fugido à violência em Bruges - ameaçada por tentativas de anexação pela França. Duas bolsas funcionavam na cidade, a de mercadorias e a de instrumentos financeiros, como as letras de câmbio, hipotecas e certificados de aforro, uma experiência que herdara e melhorara de Bruges. Era uma cidade cosmopolita, uma comuna livre ao final da Idade Média, uma cidade de igrejas e de congregações religiosas católicas, fortemente apoiadas pela população rica.

## História recente

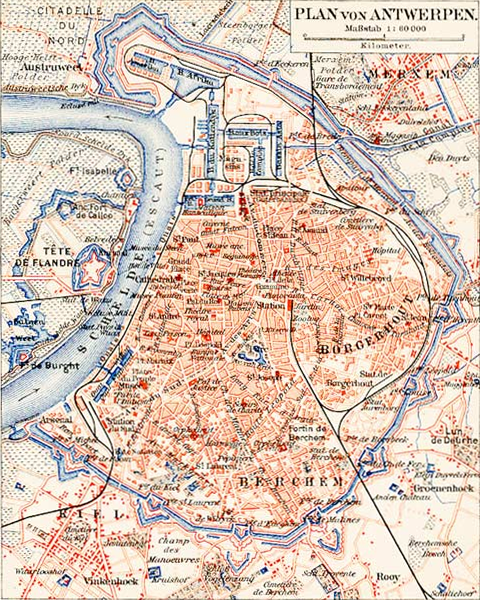
Este mapa de 1897 mostra claramente o estado do desenvolvimento das docas no final do século XIX. As docas no lado sul da cidade (na parte inferior) foram preenchidas durante a década de 1970.

O potencial do porto foi reconhecido por Napoleão Bonaparte que ordenou a construção da primeira construção no local, uma doca, isso em 1811. Chamado de Doca de Bonaparte, juntou-se a uma segunda edificação chamada de Doca de Willem, em 1813. Quando a revolução belga estourou em 1930, havia um receio bem fundamentado de que os holandeses voltariam a bloquear os Scheldt, mas, no caso, eles se contentaram em apenas cobrar um preço alto. Felizmente, a jovem Bélgica tinha amigos na Grã-Bretanha e, particularmente, na pessoa de Lord Palmerston, que acreditava que a existência da Bélgica seria benéfica para a Grã-Bretanha e que, em conseqüência, era importante garantir que os recém-nascidos estado era economicamente viável. Com o seu apoio, o governo belga conseguiu resgatar o pedágio holandês em 1863. Naquela época, a doca de Kattendijk havia sido concluída em 1860 e a importante ferrovia Iron Rhine para o Ruhr estava concluída. em 1879. Antuérpia experimentou uma segunda era de ouro e, em 1908, oito docas foram construídas. A abertura do Royers Lock, iniciada em 1905, significou que os navios de até 31 pés puderam entrar nas docas existentes e acessar as novas docas de Lefèbvre.